# Зальцбурзький S-Bahn
47°48′29″ пн. ш. 13°01′44″ сх. д. / 47.808° пн. ш. 13.0288° сх. д.
Зальцбурзький S-Bahn (нім. Salzburg S-Bahn) — великий транспортний проект у Зальцбурзі та його околицях у транскордонному єврорегіоні Зальцбург– Берхтесгаденерланд – Траунштайн. 
Мережа S-Bahn частково працює з 2004 року, а її перша черга була відкрита у 2014 році.

## Історія
У 2009 році головний залізничний вокзал Зальцбурга був повністю реконструйований. 
Зі створенням додаткових наскрізних колій для міжміських ліній та платформи S-Bahn функціональність станції була значно покращена. 
Це забезпечило більш чіткі пішохідні маршрути, комфортабельність для людей з обмеженими можливостями. 
Також забезпечило ширший прохід під коліями і сполучення з районами Шаллмос та Нелльбекфіадукт.
Дві міські станції, Зальцбург-Мюлльн-Альтштадт і Зальцбург-Айгльгоф, працюють з грудня 2009 року та є пересадними на міський громадський транспорт. З того часу на дистанції Зальцбург-Головний — Зальцбург-Таксгем-Європарк було додано третю колію, що дозволило налагодити додаткове обслуговування на західній дистанції, що дозволило збільшити трафік усередині міста.
У 2014 році мережа отримала ще одну міську станцію Зальцбург-Ліферінг, а західна гілка здобула три безперервні колії до Фрайлассінга. 
Після цього лінію S2 була продовжено до Фрайлассінга, забезпечуючи 15-хвилинний інтервал між Зальцбург-Головний і Зальцбург-Фрайлассінг.

## Мережа
Залізнична мережа складається з п’яти ліній, якими керують три оператори: Salzburg AG, Австрійські федеральні залізниці (ÖBB) і Berchtesgadener Land Bahn (BLB).
| Лінія | Маршрут |
| ----- | --- |
| S1    | Зальцбург-Головний – Бюрмос – Лампрехтсгаузен                                                                                       |
| S11   | Зальцбург-Головний – Бюрмос – Триммелькам                                                                                           |
| S2    | Зальцбург-Головний – Штрасвальхен                                                                                                   |
| S3    | Бад-Райхенгалль – Фрайлассінг – Зальцбург-Головний – Голлінг-Абтенау (індивідуальні поїзди до Шварцаха/Санкт-Файта та Зальфельдена) |
| S4    | Фрайлассінг – Берхтесгаден-Головний                                                                                                 |

## Рухомий склад
Лінії S2 і S3 обслуговуються ÖBB електропотягами Bombardier Talent: 11 тривагонних потягів (ÖBB клас 4023) і 10 чотиривагонних потяги (клас 4024).
Salzburg AG експлуатує лінії S1 і S11: 18 двовагонні електропотяги постійного струму, побудованими компанією Simmering-Graz-Pauker або її наступниками.
З грудня 2009 року BLB обслуговує лінію S4 між Фрайлассінгом і Берхтесгаденом, використовуючи п'ятивагонний потяг Stadler FLIRT.